# 농구장

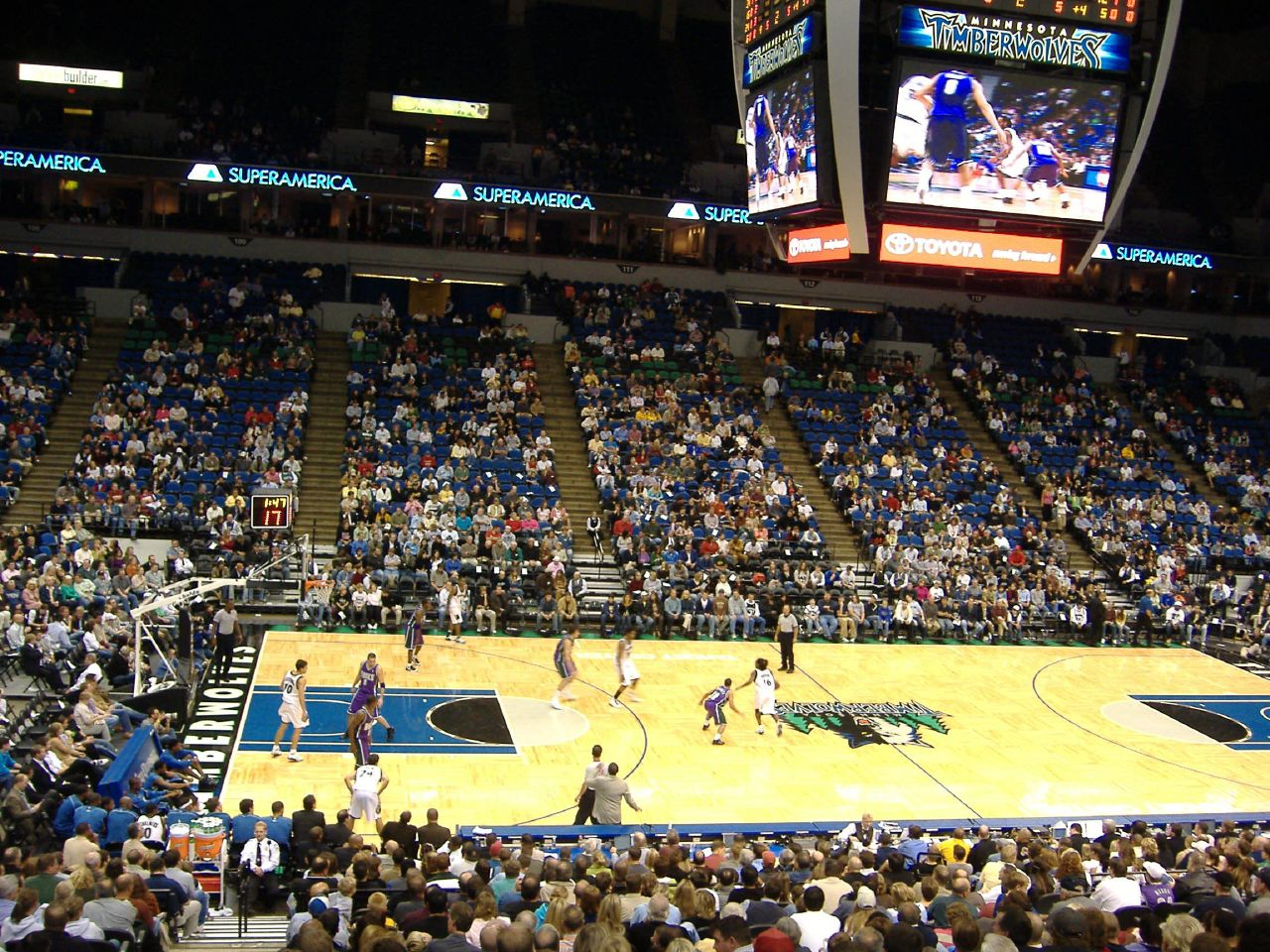
농구장

농구장(籠球場) 또는 농구 코트는 농구를 하기 위한 장소이다.
농구 코트는 직사각형 바닥으로 구성되어 있고 양쪽 끝에 바구니가 있는 경기장이다. 실내 농구 코트는 거의 항상 광택이 나는 나무, 보통 단풍나무로 만들어지며 각 바구니에 3,048미터(10피트) 높이의 테두리가 있다. 실외 표면은 일반적으로 콘크리트 또는 아스팔트와 같은 표준 포장 재료로 만들어진다. 국제 대회는 유리 농구 코트를 사용할 수 있다.